# Live at Home (Nickelback)
Live at Home è un concerto live del 2002 filmato nella città natale dei Nickelback in Canada. Il concerto avvenne durante il tour promozionale del loro album Silver Side Up ed ebbe luogo a Edmonton il 25 febbraio del 2002 presso lo Skyreach Centre. Al concerto assistettero 25000 persone, il più grande numero di persone che abbia mai contenuto quell'arena. Verso la fine dello spettacolo Jerry Cantrell si unì alla band per suonare la canzone It Ain't Like That. Verso la fine la rock band eseguì una versione acustica della canzone Mistake, cover dei Big Wreck.
Live at Home fu certificato doppio platino dalla RIAA.

## Tracce
1. Woke Up This Morning
2. One Last Run
3. Too Bad
4. Breathe
5. Hollywood
6. Hangnail
7. Worthy to Say
8. Never Again
9. Old Enough
10. Where Do I Hide
11. It Ain't Like That feat. Jerry Cantrell
12. Leader of Men
13. Mistake (Big Wreck cover)
14. How You Remind Me

### Contenuti extra
- Videoclip di "How You Remind Me", "Too Bad" e "Leader Of Men".
- Il raro documentario The Making Of "Too Bad" - The video.
- Visuali multicamera che permettono di guardare ciascun membro della band.
- I dietro le quinte filmati dalla postazione del direttore.
- Backstage prima e dopo lo spettacolo, con interviste e filmati on the road della band.